# Alton Ellis
Alton Ellis Nehemies, (1 de setembre, 1938 - 10 d'octubre, 2008) va ser el músic de Jamaica més conegut com un dels innovadors de l'estil musical rocksteady, d'on se l'anomena sovint com el "Padrí del Rocksteady". El 2006, va ser inclòs en el Reggae International i World Music Awards Hall of Fame.

## Biografia
Ellis va néixer el 1938 i va créixer a Kingston. Nascut en una família de músics, va aprendre a tocar el piano a una edat primerenca. Va assistir Ebeneezer i els nens, les escoles de ciutat, on es va destacar tant en la música i l'esport. Al principi va buscar la fama com a ballarí, que competeixen en Vere Johns Opportunity hores. Després de guanyar un parell de concursos, es va passar a cantar, començant la seva carrera el 1959 com a part del duo Alton & Eddy amb Eddy Perkins. Ellis i Perkins registrats per Coxsone Dodd a Studio One, inicialment en el l'estil R & B, tenint un gran èxit amb "Muriel" (de Dodd comercialment per primera vegada sessió de gravació als estudis orientats Federal), una cançó Ellis havia escrit mentre treballava com a obrer en una obra de construcció i el registre de seguiment amb "My Heaven", "Lullaby Angel", "I Know It All", "I'm Never Gonna Cry" i "Yours". El duo també es registren unes quantes pistes de Vincent Chin etiqueta de Randy, però va arribar a la seva fi quan, després de guanyar un concurs de talent, Perkins es va traslladar als Estats Units. Ellis va quedar a Kingston, i després de perdre la seva feina, va poder tornar a la seva carrera musical, en un principi la formació d'un nou duet amb John Holt. Quan Holt es va unir a The Paragons, Ellis van formar una nova grup, The Flames. Ellis va seguir treballant per Dodd i registren, així mateix, el seu gran rival, Duke Reid en el segell Treasure Isle. A mitjans de 1960, ska va anar avançant i el ritme es va fer més lent i va evolucionar a el rocksteady i associar-se amb la subcultura de rude boys. Molts artistes van fer registres en referència als rude boys, incloent Ellis, encara que els seus registres van ser consistentment anti-Rudie, incloent "Don't Trouble People", "Dance Crasher", i "Cry Tough", en contrast amb artistes com Bob Marley, a qui va culpar a Ellis de glorificar els Rudies. de gravació amb les flames (la línia varia en marxa de la que incloïa al seu germà Leslie Ellis, David "Baby G" Gordon i Winston Jarrett), Ellis va anotar gran amb els èxits "Girl I've Got a Date", "Cry Tough" i "Rock Steady", que va ser la primera cançó per referir-se al nom dels nous gèneres. Com rocksteady dominat les ones de ràdio de Jamaica durant els propers dos anys, Ellis va seguir hits puntuació per Treasure Isle, en col·laboració amb artistes com Lloyd Charmers, Phyllis Dillon i The Heptones. L'àlbum Sr. Soul de Jamaica és considerat com un dels àlbums definitius rocksteady.
Durant els anys 1960 i 1970, Ellis registrats en alguns dels millors productors de Jamaica, amb dos grans èxits amb Lloyd Daley a "Deliver Us" i "Back to Africa" i l'enregistrament de Bunny Lee, Keith Hudson, i Herman Chin Loy. Ellis va recórrer el Regne Unit el 1967 amb en Ken Boothe i una sessió d'estudi la banda de Soul Vendors i en el seu retorn a Jamaica, va treballar amb Dodd, gravació de les pistes que seria llançat com el seu àlbum debut Alton Ellis Sings Rock & Soul. També va començar a per produir els seus propis discos, incloent "My Time Is The Right Time" i "The Message".
Ellis regularment va tornar a Anglaterra, en col·laboració amb diverses de Londres basat en els productors i després de passar uns anys al Canadà, a partir de 1972, es va basar de manera permanent al Regne Unit. Ellis va continuar gravant i realitzar amb regularitat, l'enregistrament en la dècada de 1980 per als nous productors, incloent-hi Henry "Junjo" Lawes, Sugar Minotto, i King Jammy. També es va obrir la tenda de discs All-Tone al sud de Londres, i va començar un segell de registre del mateix nom.
El "Mad Mad" riddim, primer disc registrat per Ellis a 1967, més tard serien reciclats en més d'un centenar de cançóns. Els tres instantàniament recognoscible nota descendents Horn va ser reinterpretada per Henry "Junjo" Lawes i va arribar a ser conegut àmpliament com el "Diseases" reggae Riddim. "Diseases" és especialment utilitzat en Hit Yellowman a la cançó "Zungguzungguguzungguzeng", que ha la vegada ha estat reinterpretada per una llarga llista de la popular artistes de hip-hop com KRS-One, The Notorious BIG Tupac Shakur i Blackstar. Aquesta reinterpretació constant i ha fet referència a Ellis, una de les principals, però la influència d'aquest poc conegut en la trajectòria de dancehall, reggae i hip hop.
Ellis va continuar sent actiu en l'escena reggae fins que la seva salut va començar a deteriorar-se. Els seus últims treballs inclouen la realització de tot Europa, amb un suport francesa banda anomenada ASPO (About Some Oldies Precioux) a principis del segle 21. Gravat a Bordeus, França, Live amb Aspo: Workin 'on a Groovy Thing és l'únic àlbum en directe que hagi estat publicat per Alton Ellis (2001).
El juliol de 2002 a Toronto, Canadà, es va celebrar el concert de dues nits de "Legends of Ska" (Llegendes del Ska). Reunint van ser The Skatalites, Lloyd Knibb, Rico Rodriguez, Lloyd Brevett, Lester Sterling, Johnny Moore i Lynn Taitt, juntament amb Prince Buster, Alton Ellis, Owen Gray, Lord Creator, Justin Hinds, Derrick Harriott, Winston Samuels, Roy Wilson, Patsy Todd, Doreen Shaffer, Stranger Cole, Lord Tanamo i Derrick Morgan.
El 2004, Ellis va ser guardonat amb l'Orde de Distinció pel govern de Jamaica, en reconeixement dels seus èxits.
El desembre de 2007, va ser admès a l'hospital en Londres per al tractament de càncer del sistema de glàndules limfàtiques glàndules, però va tornar a l'espectacle en viu després de rebre quimioteràpia.
Ellis va morir el 10 d'octubre de 2008 a Hammersmith Hospital, l'oest de Londres, de càncer. La seva mort va provocar una declaració del ministre de Jamaica d'Informació, Cultura, Joventut i Esports, Babsy 'Olivia' Grange, que va dir que "fins i tot com plorar la gran Alton Ellis, hem de donar gràcies per la seva gran contribució al desenvolupament de Jamaica la música popular". Un servei fúnebre i la celebració de la seva vida va tenir lloc el 3 de novembre, al qual van assistir familiars, fans, personal de la indústria musical i els ministres de govern, amb actuacions d'estrelles com a tribut Fix Winston ' És Francisco, Tinga Stewart, George Racons, Tony Gregory, Ken Boothe, Judy Mowatt i Carlene Davis.
Va ser el germà gran d'Hortense Ellis, i pare de més de vint nens, incloent Noel Ellis i Christopher Ellis, que són cantants de reggae.

## Actuacions a Catalunya
En les seves actuacions sempre anava acompanyat per la backing band Ranking Soldiers. Les últimes actuacions a Catalunya foren a:
- 2005 - Finos Reggae a Bellpuig (Acompanyat per Jamdowners)
- 2005 - Sala Apolo a Barcelona
- 2006 - La Mota Reggae Festival a Cubelles
- 2007 - Palafrugell (Girona)

## Discografia

### Albums
- Mr Soul of Jamaica (1967) Treasure Isle
- Sings Rock and Soul (1967) Studio One
- The Best Of (1969) Coxsone
- Sunday Coming (1970) Coxsone
- Greatest Hits (1973) Count Shelly also released as Cry Tough
- Still in Love (1977) Horse
- A Love to Share (1979) Third World
- Showcase (1984) Studio One
- Slummin' (198?) Abraham
- Mr Ska Bean'a (1981) Cha Cha (Alton Ellis & The Heptones)
- A New Day (1983) Body Music
- Daydreaming (1983) Silver Camel
- 25th Silver Jubilee (1984) Sky Note
- Continuation (1985) All Tone
- Jubilee Volume 2 (1985) Sky Note
- Here I Am (1988), Angella
- Man From Studio One (1994) All-tone
- Change My Mind (2000) Orchard
- More Alton Ellis (2001) T.P.
- Live with Aspo: Workin' on a Groovy Thing (2001) Belleville International / Patate Records

### Amb Hortense Ellis
- Alton & Hortense Ellis at Studio 1 (1990) Heartbeat

### Recopilatoris
- All My Tears (1965-68) (2006) Brook
- Alton Ellis Sings, Heptones Harmonise Jet Star (Alton Ellis & The Heptones - 1978-80)
- Arise Black Man (1968-78) Moll Selekta
- Be True to Yourself (196X-7X) (2004) Trojan
- Get Ready for Rock Reggae Steady (1967-74) (1999) Jamaican Gold
- Many Moods of Alton Ellis (1978-80) (1980) Tele-Tech
- My Time Is the Right Time (1966-71) (2000) Westside
- Reggae Valley of Decision (197X) (1996) House of Reggae
- Soul Groover (1997) Trojan
- Reggae Max (1997) Jet Star
- The Duke Reid Collection (1999) Rhino
- Soul of Jamaica (2001) Bianco
- It Hurts Me So (2006) Essential Gold
- Reggae Chronicles (2006) Hallmark
- Muriel (2007) All Tone

## Mira també
- Llista de músics de ska
- Ska